# Герберт, Брайан
Бра́йан Па́трик Ге́рберт (англ. Brian Patrick Herbert; 29 июня 1947 года, Сиэтл, Вашингтон, США) — американский писатель-фантаст. Старший сын писателя-фантаста Фрэнка Герберта.

## Биография
Окончил Калифорнийский университет в Беркли по специальности «социология». Брайан работал по разным специальностям — писатель, редактор, менеджер, разработчик настольных игр, консультант по созданию коллекционных карточных игр. Он не начинал свою писательскую карьеру до тех пор, пока ему не исполнилось 30 лет. Брайан Герберт опубликовал около десятка романов («Sidney’s Comet», «The Garbage Chronicles», «Sudanna Sudanna», «Prisoners of Arionn», «The Race for God» (номинировавшийся на премию «Небьюла» в 1990 году), «Memorymakers» (в соавторстве с Мари Лэндис), «Blood on the Sun» (в соавторстве с Мари Лэндис), в том числе «Man of Two Worlds», написанный в соавторстве с Фрэнком Гербертом. В 2003 году вышла его книга «Мечтатель Дюны» (англ. Dreamer of Dune) — биография его отца Фрэнка Герберта. Работа над этой книгой началась с того, что Брайан в течение многих лет вёл журнал, в который он заносил самые значимые события семьи Гербертов. Позже эти записи и вылились в большую биографию его отца.
В 1999 году Брайан Герберт выпустил в соавторстве с Кевином Андерсоном роман «Дюна: Дом Атрейдесов» (англ. Dune: House Atreides), который стал первой книгой новой трилогии о мире «Дюны». Действие трилогии «Прелюдия к Дюне» разворачивается за 40 лет до начала событий, описанных в первом романе о Дюне. Второй и третий роман трилогии носят названия «Дом Харконненов» (англ. Dune: House Harkonnen) и «Дом Коррино» (англ. Dune: House Corrino). Прежде чем приступить к написанию новых книг по Дюне, Брайан тщательно изучил все 6 книг по Дюне и составил массивный «Указатель Дюны» (англ. Dune Concordance).
Вслед за «Прелюдией к Дюне» последовала новая трилогия «Легенды Дюны» (романы «Дюна: Батлерианский Джихад», «Крестовый поход против машин», «Битва за Коррин»), переносящая читателя на 10 000 лет назад от событий оригинального романа, во времена Батлерианского Джихада — великой войны людей и мыслящих машин.
В 2006—2007 годах Брайан Герберт и Кевин Андерсон, опираясь на черновики Фрэнка Герберта, выпустили дилогию, продолжающую «Капитул Дюны» и завершающую Хроники Дюны — это романы «Охотники Дюны» и «Песчаные черви Дюны». В планах авторов дописать очередной цикл — «Герои Дюны».